# Budapest Honvéd (balonmano)
El Budapest Honvéd es la sección de balonmano del Budapest Honvéd Football Club situado en Budapest.

## Títulos
- Copa de Europa 1982
- Liga de Hungría (14) : 1952, 1963, 1964, 1965, 1966, 1967, 1968, 1972, 1976, 1977, 1980, 1981, 1982, 1983
- Copa de Hungría (6) :  1952, 1964, 1967, 1968, 1971, 1972, 1983-B

## Personalidades del club
- László Kovács, jugador en la década de los 60
- Péter Kovács, jugador de 1970 a 1984
- Lajos Mocsai, entrenador de 1983 a 1985